# Пыка, Тадеуш
Таде́уш Гиаци́нт Пы́ка (пол. Tadeusz Hiacynt Pyka; 17 мая 1930, Пекары-Слёнске — 23 мая 2009, Катовице) — государственный и политический деятель ПНР, экономист, вице-премьер ПНР в 1975–1980, кандидат в члены Политбюро ЦК ПОРП в 1980 году.

## Биография
Окончил Силезский политехнический университет, по образованию инженер-металлург.
В 1951–1955 работал рабочим, мастером, управляющим на металлургическом комбинате в Сосновце. С 1953 член ПОРП. Затем перешёл на работу в партийный аппарат. В 1955–1964 занимал пост инструктора, заместителя заведующего экономическим отделом (с 1956), заведующего экономическим отделом (с 1959), секретаря воеводского комитета ПОРП, курировал металлургию, затем региональную экономику в целом. В 1964–1967 – первый секретарь городского комитета ПОРП в Бытоме. С июня 1964 кандидат в члены, с ноября 1964 член ЦК ПОРП. В январе 1967 – 1974 – секретарь по экономике, второй секретарь воеводского комитета ПОРП в Катовице.
С марта 1974 по октябрь 1975 был первым заместителем председателя Плановой комиссии Совета Министров. В октябре 1975 был назначен заместителем председателя Совета министров ПНР. С 1978 по 1980 год возглавлял Комитет Совета Министров по внутреннему рынку. Курировал промышленность, проводил курс административной централизации. С февраля 1980 – кандидат в члены политбюро ЦК ПОРП. Подчёркивал свою личную преданность первому секретарю Эдварду Гереку, позиционировался как его «младший соратник». Был членом редколлегии теоретического и политического органа ЦК ПОРП «Nowe Drogi».
В 1972–1980 являлся депутатом сейма.
На пленуме ЦК 15 февраля 1980 был избран кандидатом в члены политбюро ЦК.

## Конец карьеры
14 августа 1980 началась забастовка на Гданьской судоверфи, положившая начало профсоюзному движению «Солидарность». 16 августа 1980 в Гданьске был создан Межзаводской забастовочный комитет (MKS). Правительство ПНР направило в город полномочную комиссию для переговоров с бастующими рабочими (в этом заключалось отличие политики Эдварда Герека от политики Владислава Гомулки, который в декабре 1970 отдал приказ о силовом подавлении протестов). Руководство комиссии было поручено Пыке, как куратору промышленности.
Пыка, недавно ставший кандидатом в члены политбюро, стремился показать себя в качестве сильного политика и занял жёсткую позицию, объявив забастовку незаконной, отказавшись признавать MKS и допустив личные выпады в адрес Анны Валентынович, Леха Валенсы и Анджея Гвязды. Такой ход переговоров привёл к предельному обострению ситуации, что вызвало сильнейшее недовольство Герека.
21 августа 1980 Пыка был отозван из Гданьска, а 24 августа – освобождён от обязанностей вице-премьера и кандидата в члены политбюро (6 октября выведен из состава ЦК). Его функции в Гданьске и Варшаве принял вице-премьер Мечислав Ягельский, занимавший более гибкую и компромиссную позицию. В результате переговоров комиссии Ягельского с MKS были заключены “Гданьские соглашения”, легализовавшие независимые профсоюзы.
В декабре 1980 сложил мандат депутата сейма. На IX внеочередном съезде ПОРП в июле 1981 был исключён из партии. После введения военного положения 13 декабря 1981 был подвергнут интернированию (фактически взят под арест) в составе группы бывших партийно-государственных руководителей, на которых была возложена ответственность за кризисные явления в стране (среди изолированных были также Эдвард Герек и главы правительства, заместителем которых являлся Пыка – Пётр Ярошевич и Эдвард Бабюх).
Освобождён после приостановления действия военного положения в конце 1982. В ПОРП восстановлен не был, в дальнейших политических событиях участия не принимал.
В 1960–1970-х удостоен ряда наград ПНР: ордена Возрождения Польши 4 степени, золотого и серебряного Креста Заслуги, ордена Строителей Народной Польши, ордена «Знамя Труда» 2 степени. Был лишён всех наград после исключения из партии.

## Последние годы
В последние годы существования ПНР жил в Катовице и работал в Силезской школе экономики, профессором которой являлся (хабилитированный доктор наук с 1970).
Скончался в конце мая 2009 в возрасте 79 лет.